# Galaxie Větrník
Messier 101 (také galaxie Větrník, M101 nebo NGC 5457) je spirální galaxie v souhvězdí Velké medvědice s magnitudou 7,9 a úhlovými rozměry 28,8'x26,9'. Objevil ji Pierre Méchain 27. března 1781. Drobné skvrny obklopující galaxii, které jsou ve skutečnosti jasnější části spirálních ramen, objevil a zapsal do katalogu William Herschel. Galaxie Větrník je od Země vzdálena 27 milionů světelných let a je nejjasnějším členem skupiny galaxií M 101.

## Pozorování

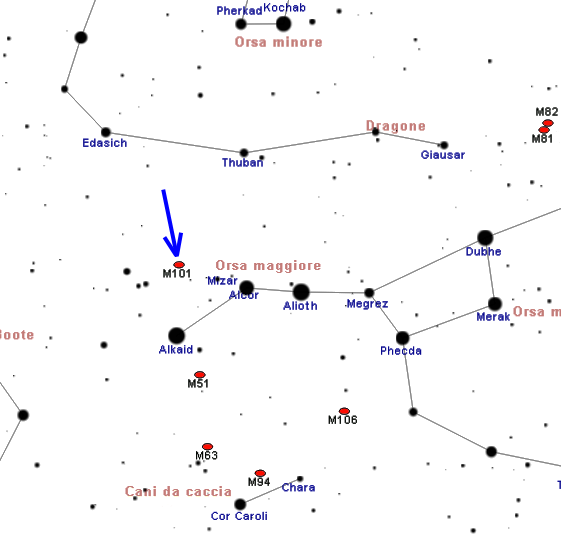
Poloha M 101 v souhvězdí Velké medvědice

Za výjimečných pozorovacích podmínek je M101 viditelná i obyčejným triedrem. Patří totiž mezi nejjasnější galaxie na pozemské obloze, protože se od Země nenachází příliš daleko a má poměrně velké rozměry. Její nalezení je poměrně snadné díky tomu, že od jasné hvězdy Mizar k ní vede pohledný řetízek hvězd šesté a sedmé magnitudy. Kvůli velkým rozměrům galaxie je k jejímu pozorování zapotřebí použít nízké zvětšení. Jasné jádro a jasné úseky spirálních ramen jsou viditelné až v dalekohledu o průměru alespoň 250 mm. Za příznivých podmínek a s dalekohledem o průměru 400 mm tato ramena poskytují neobvyklý pohled.
M101 má velkou severní deklinaci, proto je na velké části severní polokoule cirkumpolární, a to v celé Evropě a téměř celé severní Americe. Naopak na jižní polokouli je viditelná pouze do nižších středních zeměpisných šířek mírného pásu. Nejvhodnější období pro její pozorování na večerní obloze je od února do září.

## Historie pozorování
Galaxii objevil Pierre Méchain 27. března 1781 a popsal ji jako velmi rozsáhlý nejasný oblak bez hvězd severně od ocasu Velké medvědice.
Charles Messier následně tuto galaxii zařadil do svého katalogu. William Herschel v roce 1784 poznamenal, že jde o mlhavý objekt, který se neúspěšně pokoušel rozložit na hvězdy. William Parsons ji pozoroval v polovině 19. století a jako první zaznamenal její spirální vzhled. V roce 1966 Halton Arp vydal Katalog podivných galaxií (Atlas of Peculiar Galaxies), do kterého ji zařadil mezi galaxie s jedním mohutným ramenem.

## Vlastnosti

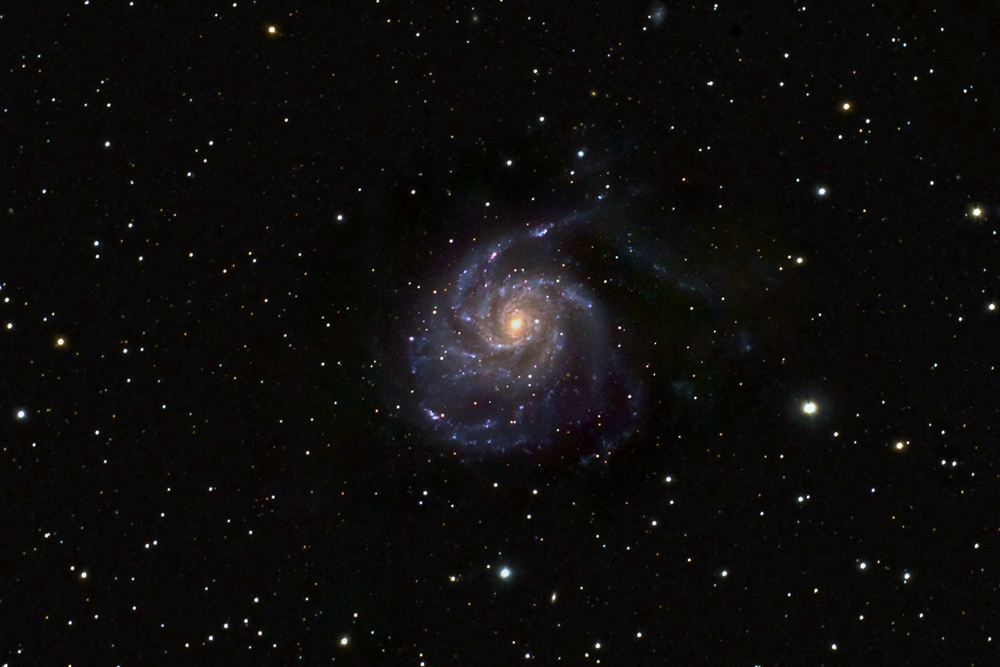
Snímek galaxie M101. Autor: Scott Anttila.

M101 leží ve vzdálenosti 27 milionů světelných let od Země a je to spirální galaxie se široce rozevřenými rameny, typu Sc nebo přesněji typu SAB(rs)cd. Při pohledu ze Země je k pozorovateli natočena čelně, ale její spirální ramena jsou viditelná pouze velkými dalekohledy. Skutečný průměr galaxie je přibližně 170 000 světelných let, tedy dvojnásobný proti Mléčné dráze. Pozorováním cefeid Hubbleovým vesmírným dalekohledem v letech 1994 a 1995 umožnilo přesné určení vzdálenosti M101. Po pozdější nové kalibraci této metody tak vychází výše zmíněná vzdálenost 27 milionů světelných let.
Od začátku 20. století byly v této galaxii pozorovány 4 supernovy:
- SN 1909A - objevil ji Max Wolf 26. ledna 1909, magnituda 12,1[7]
- SN 1951H - objevena v září 1951,[7] typ II
- SN 1970G - objevena 30. července 1970, typ II, magnituda 11,5[7][8]
- SN 2011fe - objevena 24. srpna 2011, nejjasnější z těchto čtyř, typ Ia, magnituda 10,0[9]

## Struktura

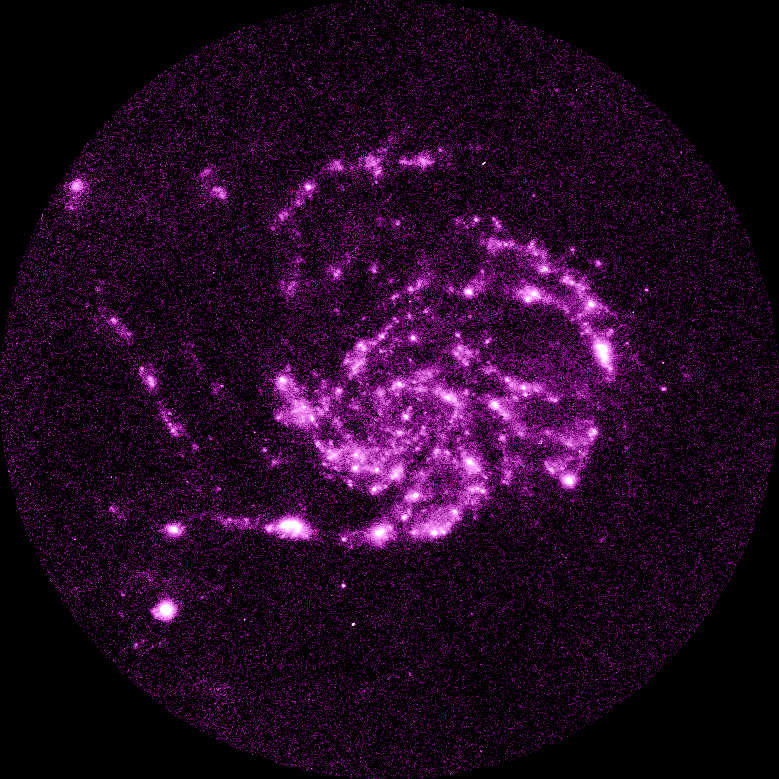
Ultrafialový snímek dobře ukazující narušení spirálních ramen na levé straně M101.

M101 je v porovnání s Mléčnou dráhou značně rozsáhlejší galaxií. Hmotnost jejího disku byla odhadnuta na řádově 100 miliard hmotností Slunce a její galaktická výduť má hmotnost přibližně 2,7 miliard hmotností Slunce.
Celkem tato galaxie obsahuje přinejmenším bilion hvězd a přibližně 100 miliard z nich může být svým stářím a teplotou podobných Slunci.
Zvláštní vlastností této galaxie je přítomnost rozsáhlých a velmi jasných HII oblastí, kterých je možné na fotografii napočítat až 3 000. Tyto oblasti, ve kterých probíhá tvorba hvězd, obsahují velký počet mladých a horkých modrých hvězd. Tři z nich mají i NGC označení: NGC 5461, NGC 5462 a NGC 5471.
Roku 2001 v ní byl pomocí Chandry rentgenový zdroj P98 identifikován jako ultrazářivý rentgenový zdroj (ULX) a dostal označení M101 ULX-1. Roku 2005 pozorování pomocí Hubbla a XMM-Newton odhalila optický protějšek tohoto zdroje, což naznačovalo, že to je rentgenová dvojhvězda. Další pozorování ukázala, že tento systém odporuje teoretickým modelům: na vysvětlení je třeba černá díra o hmotnosti 20 - 30 hmotností Slunce, která konzumuje materiál rychleji než je teoreticky možné.
M101 má znatelně nesouměrný tvar. Předpokládá se, že tato nesouměrnost vznikla v astronomicky nedávné době vlivem setkání s jinou galaxií, která její ramena pokřivila silnými slapovými silami. Toto setkání navíc zesílilo hustotní vlny v galaktických ramenech a způsobilo tak stlačení mezihvězdného prostředí a následné zvýšení hvězdotvorné činnosti.

## Skupina galaxií M 101
M101 má pět drobných satelitních galaxií: NGC 5204, NGC 5474, NGC 5477, NGC 5585 a UGC 8837 (Holmberg IV).
Jak bylo napsáno výše, setkání se satelitními galaxiemi může zvyšovat hvězdotvornou činnost v ramenech M101. Navíc se zdá, že tuto galaxii narušila sousední galaxie NGC 5474. M101 a její satelitní galaxie spolu tvoří skupinu galaxií M 101.